# 堺筋本町駅

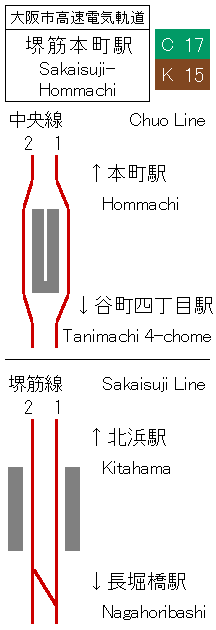
配線図

堺筋本町駅（さかいすじほんまちえき）は、大阪府大阪市中央区船場中央一丁目にある、大阪市高速電気軌道 (Osaka Metro) の駅。中央線と堺筋線の2路線が乗り入れる。駅番号は中央線がC17、堺筋線がK15。

## 歴史
- 1969年（昭和44年）12月6日：堺筋線の天神橋筋六丁目駅 - 動物園前駅間および、中央線の本町駅 - 谷町四丁目駅間の開通と同時に開業。本町駅が先に開業していたため、堺筋を冠している。
- 2018年（平成30年）4月1日：大阪市交通局の民営化により、大阪市高速電気軌道 (Osaka Metro) の駅となる。
- 2020年（令和2年）
  - 2月29日：堺筋線ホームの可動式ホーム柵の使用を開始[2]。
  - 同年：船場センタービル、大阪市道築港深江線、阪神高速道路、Osaka Metro中央線の本町駅と共に「ビル・高架道路・地下鉄駅の一体整備」として、土木学会選奨土木遺産に選ばれる[3]。
- 2024年（令和6年）4月6日：中央線ホームの可動式ホーム柵の使用を開始[4]。
- 2025年（令和7年）3月31日：駅リニューアルが完成。デザインコンセプトは「船場文化」。

## 駅構造
中央線は島式ホーム1面2線、堺筋線は相対式ホーム2面2線を有する地下駅である。ただし、中央線ホームは中央大通沿いに船場センタービルの地下階が立地しているため、島式ホームとはいえ1番線と2番線がやや離れており、この間隔は隣の本町駅まで続いている。谷町四丁目駅寄りホームからの上下線の行き来は比較的容易であるが、本町駅寄りのホームからは階段を上らなければならない。
堺筋線ホーム天下茶屋駅寄りの一つ下のフロアに中央線ホームがあり、中央線ホームからは本町駅寄りの階段で連絡している。改札口は堺筋線の両ホーム（同一フロア）にそれぞれ3箇所ずつ、加えて中央線ホームの谷町四丁目駅寄りに1箇所が設置されている。
当駅は、堺筋本町管区駅に所属しており、同管区駅長により当駅および北浜駅を管轄されている。
2011年9月末に、船場ブランド復権を願う市民の要望を受け、駅名標に「船場東 」が副名称として追加された（東は黒地に白抜きである）。なお、隣の本町駅にも「船場西 」が副名称として追加されている。

### のりば
| 番線         | 路線         | 行先                                     |
| 中央線ホーム | 中央線ホーム | 中央線ホーム                             |
| ------------ | ------------ | ---------------------------------------- |
| 1            | 中央線       | 森ノ宮・長田・生駒・学研奈良登美ヶ丘方面 |
| 2            | 中央線       | 本町・大阪港・夢洲方面                   |
| 堺筋線ホーム |              |                                          |
| 1            | 堺筋線       | 日本橋・動物園前・天下茶屋方面           |
| 2            | 堺筋線       | 天神橋筋六丁目・北千里・高槻市方面       |

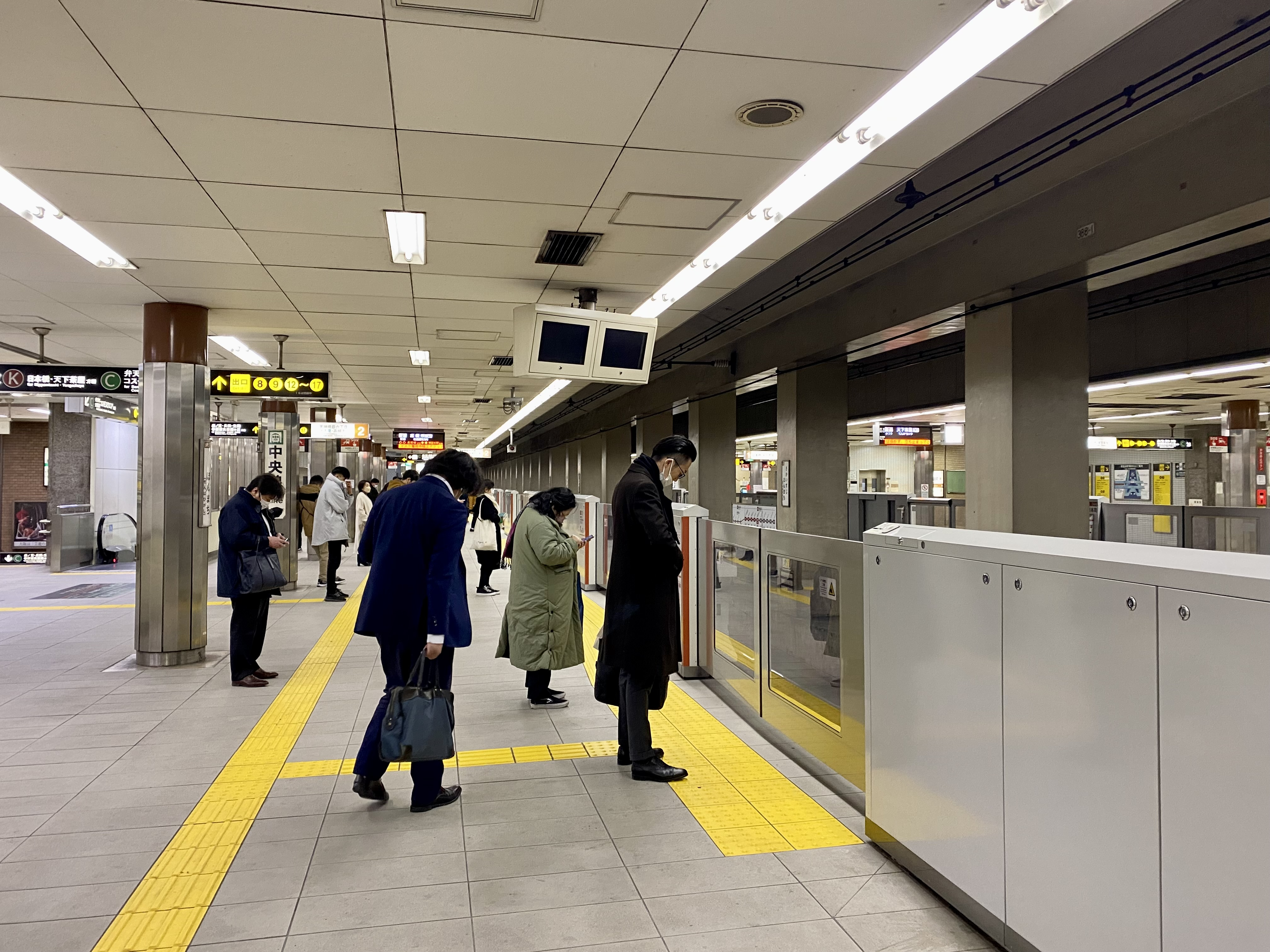
堺筋線ホーム
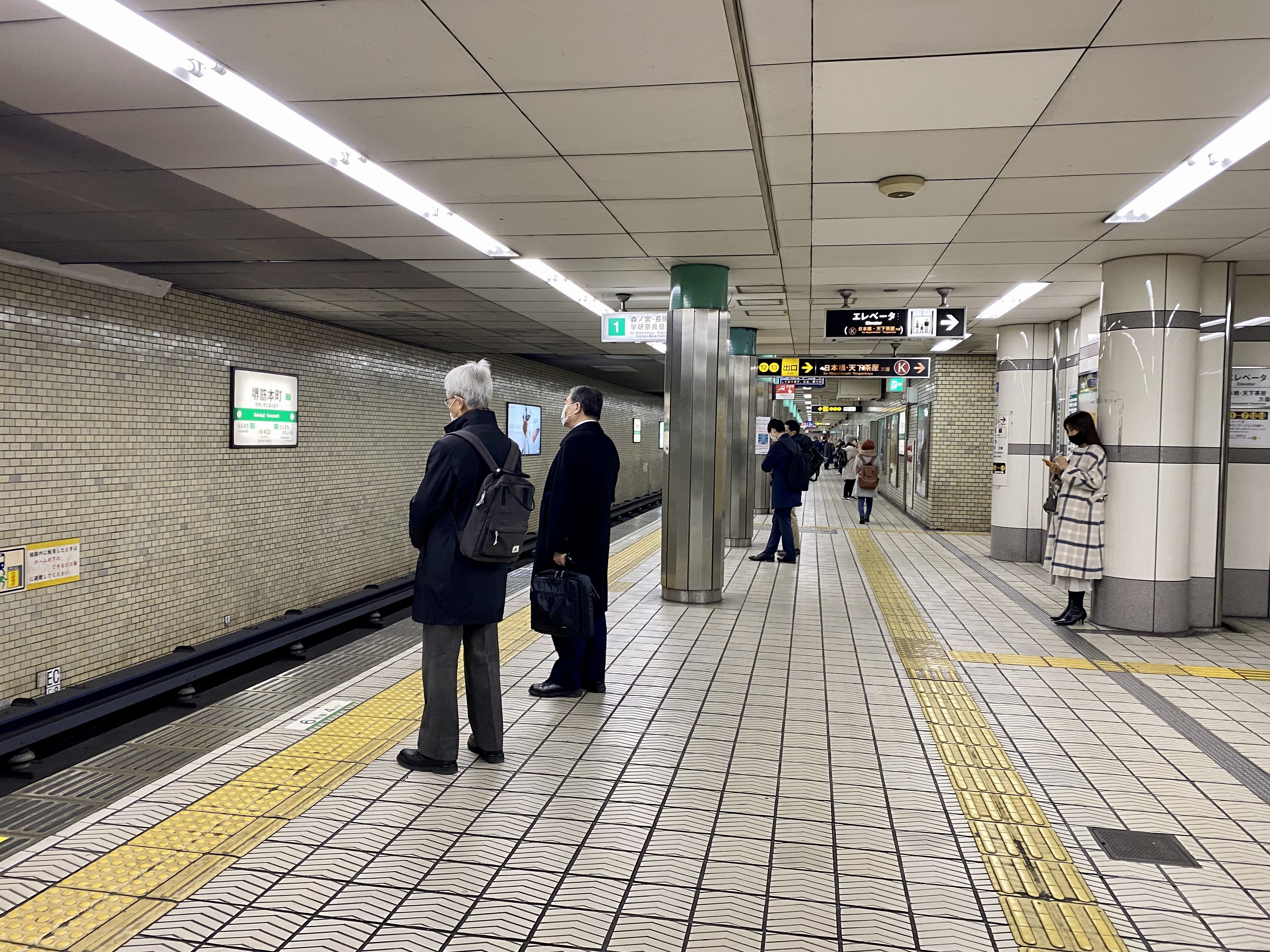
中央線ホーム（リニューアル前）
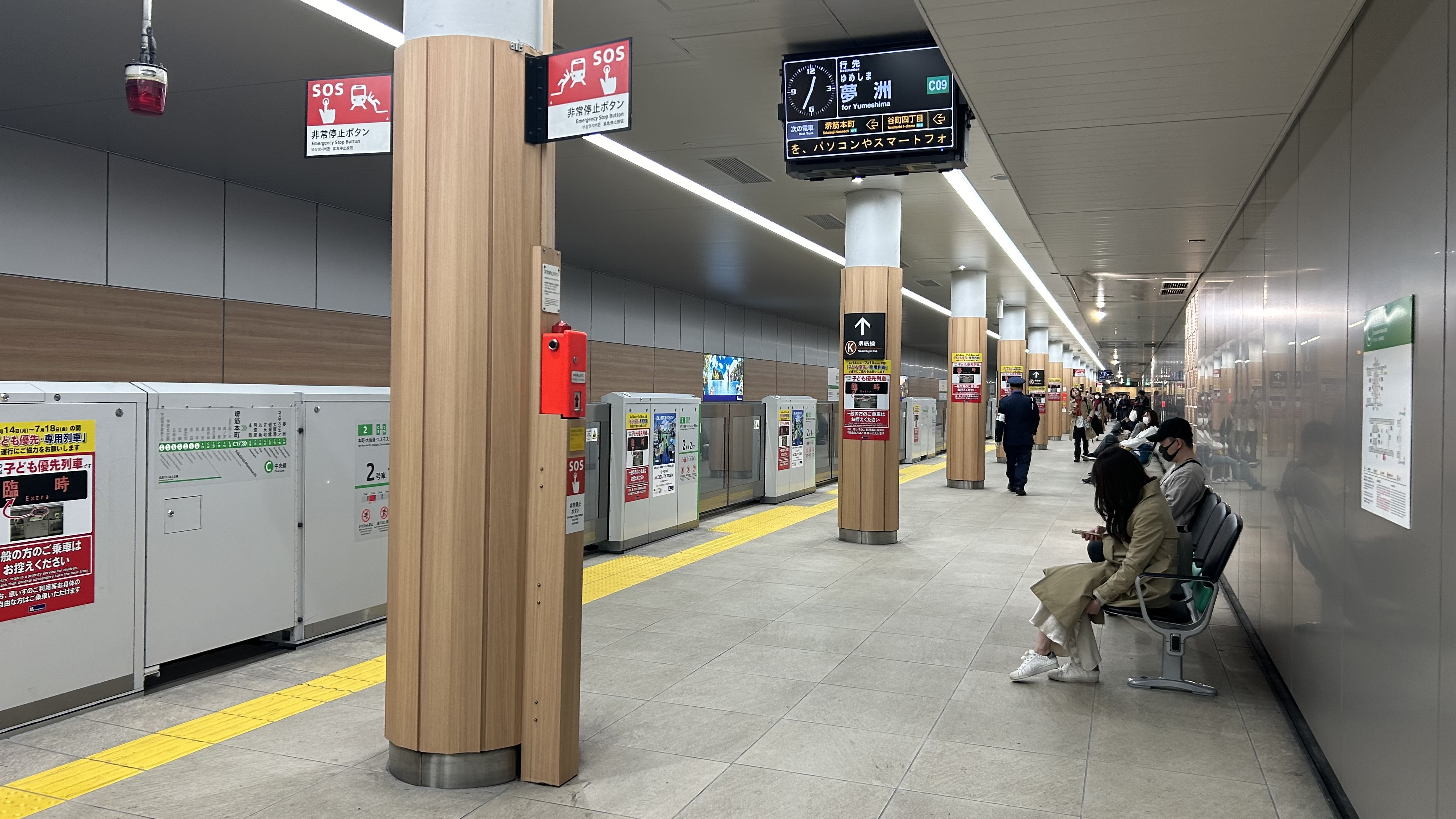
中央線ホーム（リニューアル後）
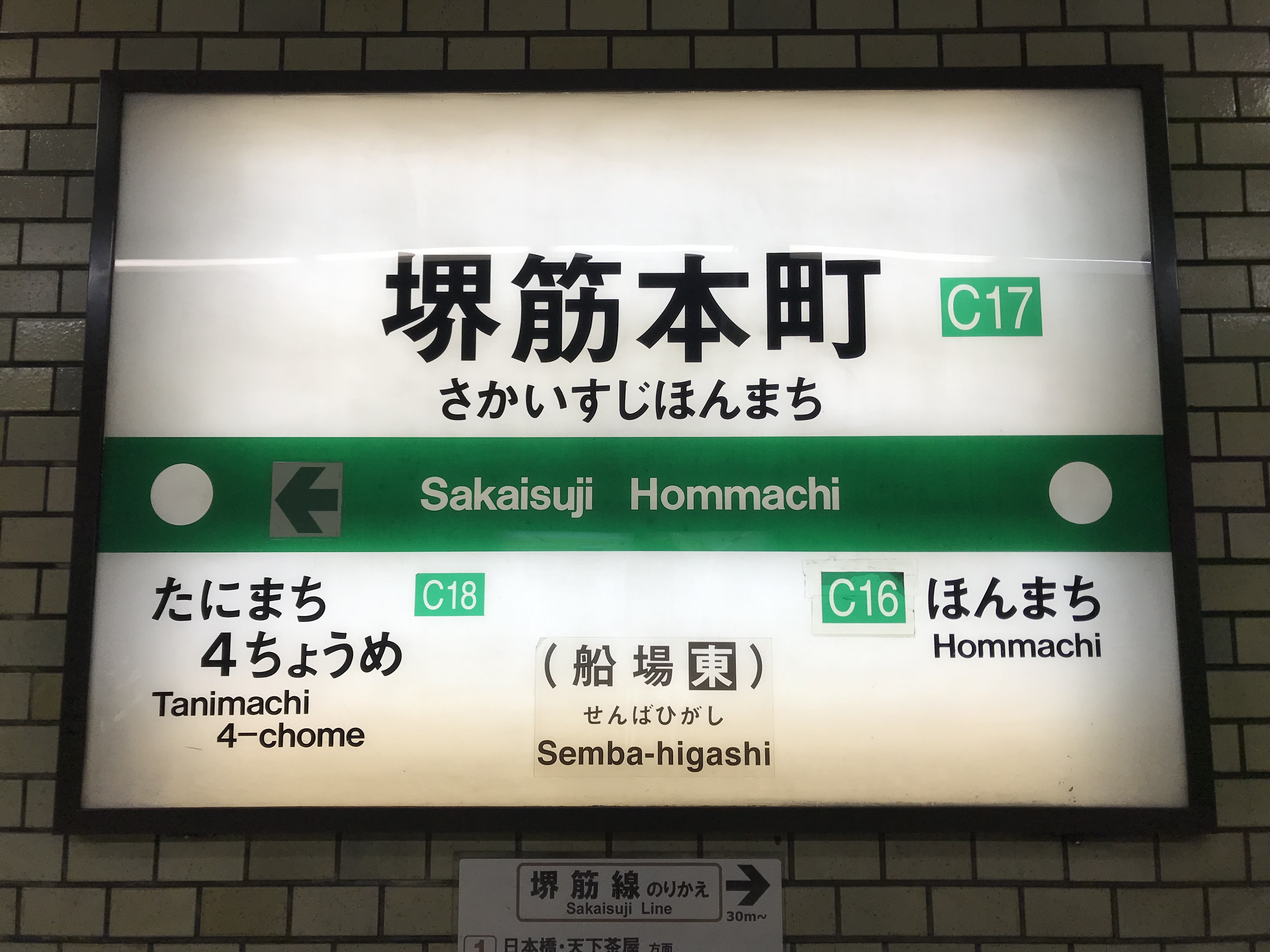
中央線駅名標
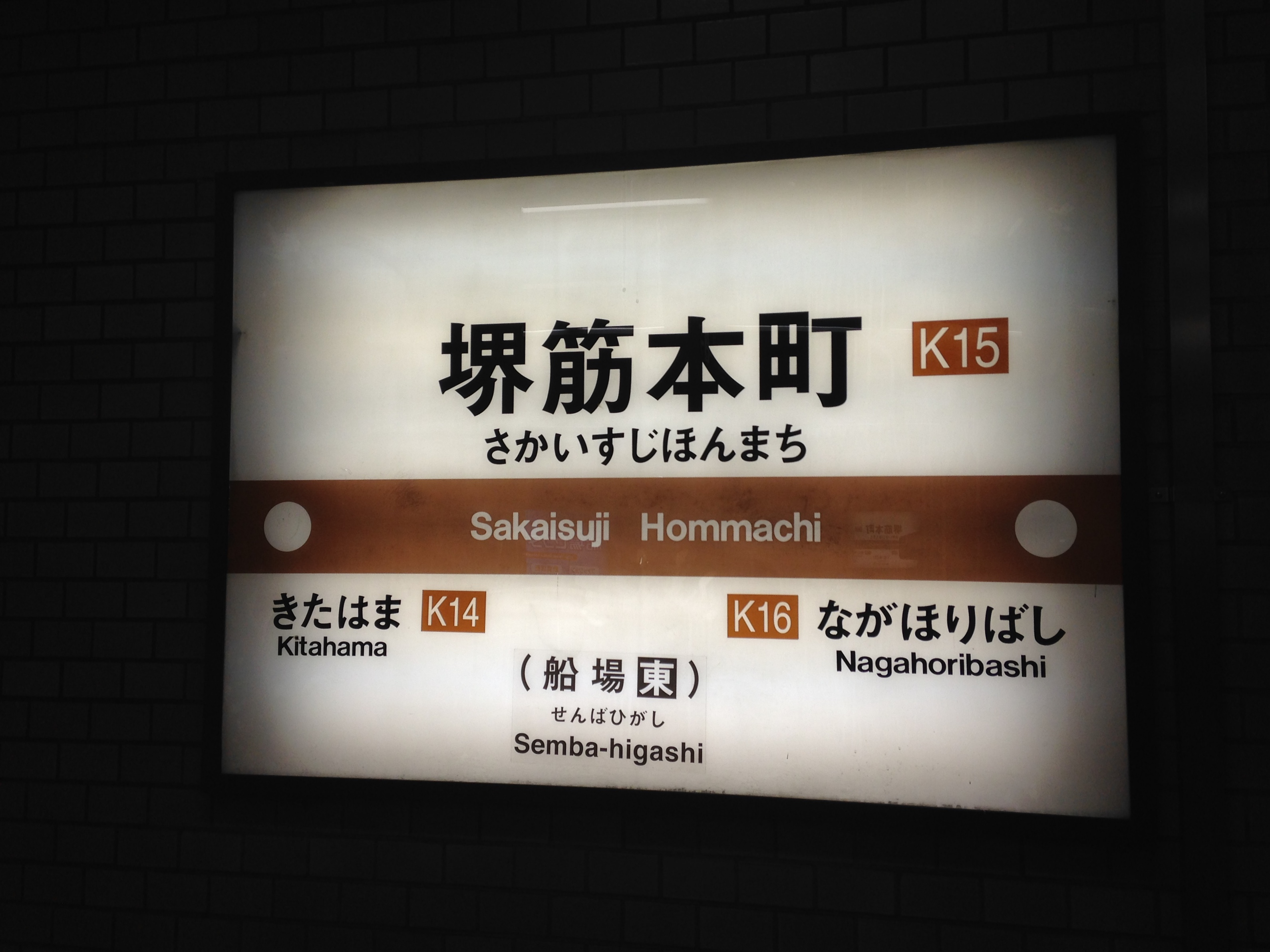
堺筋線　駅名標
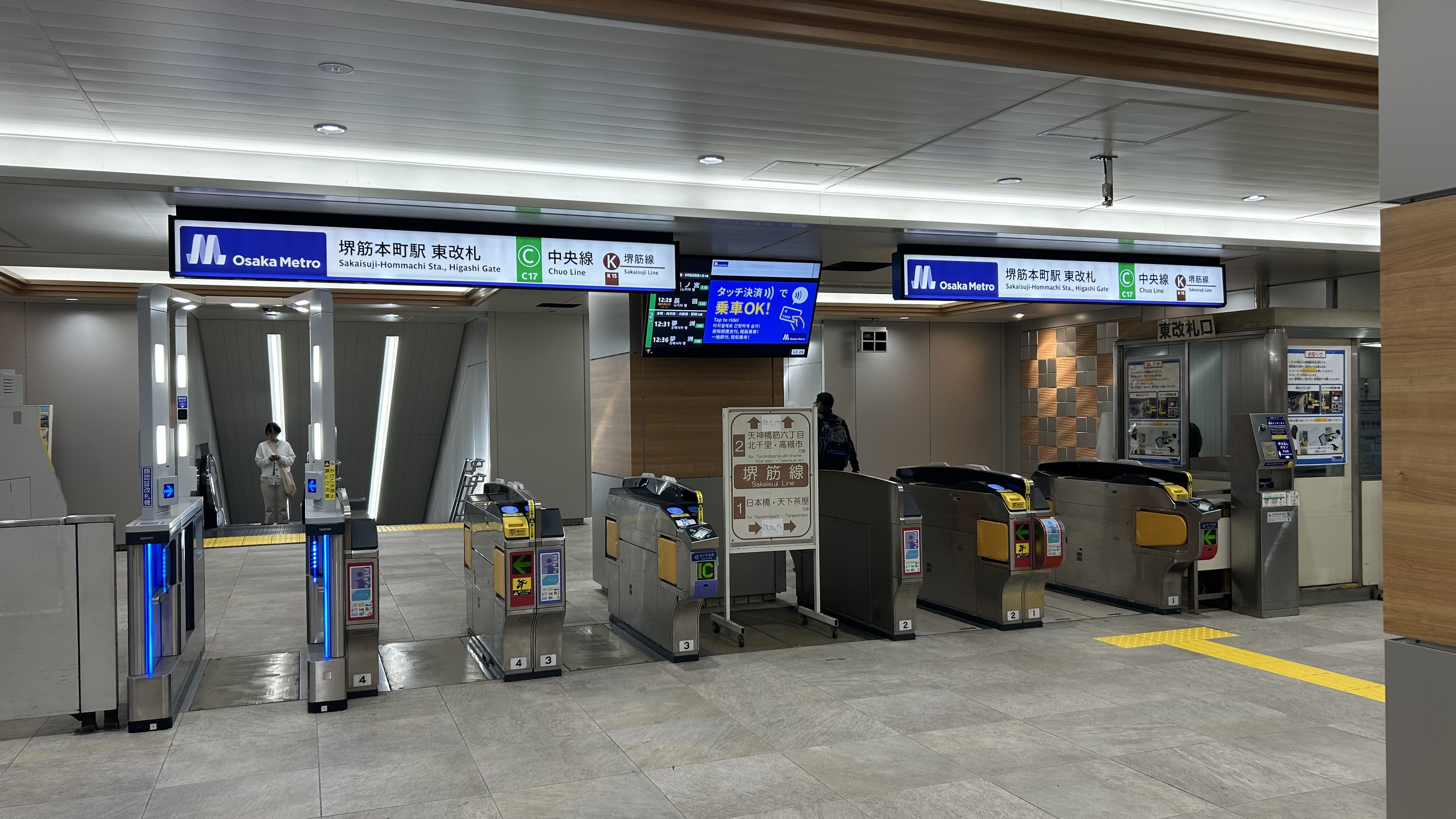
東改札口（リニューアル後）
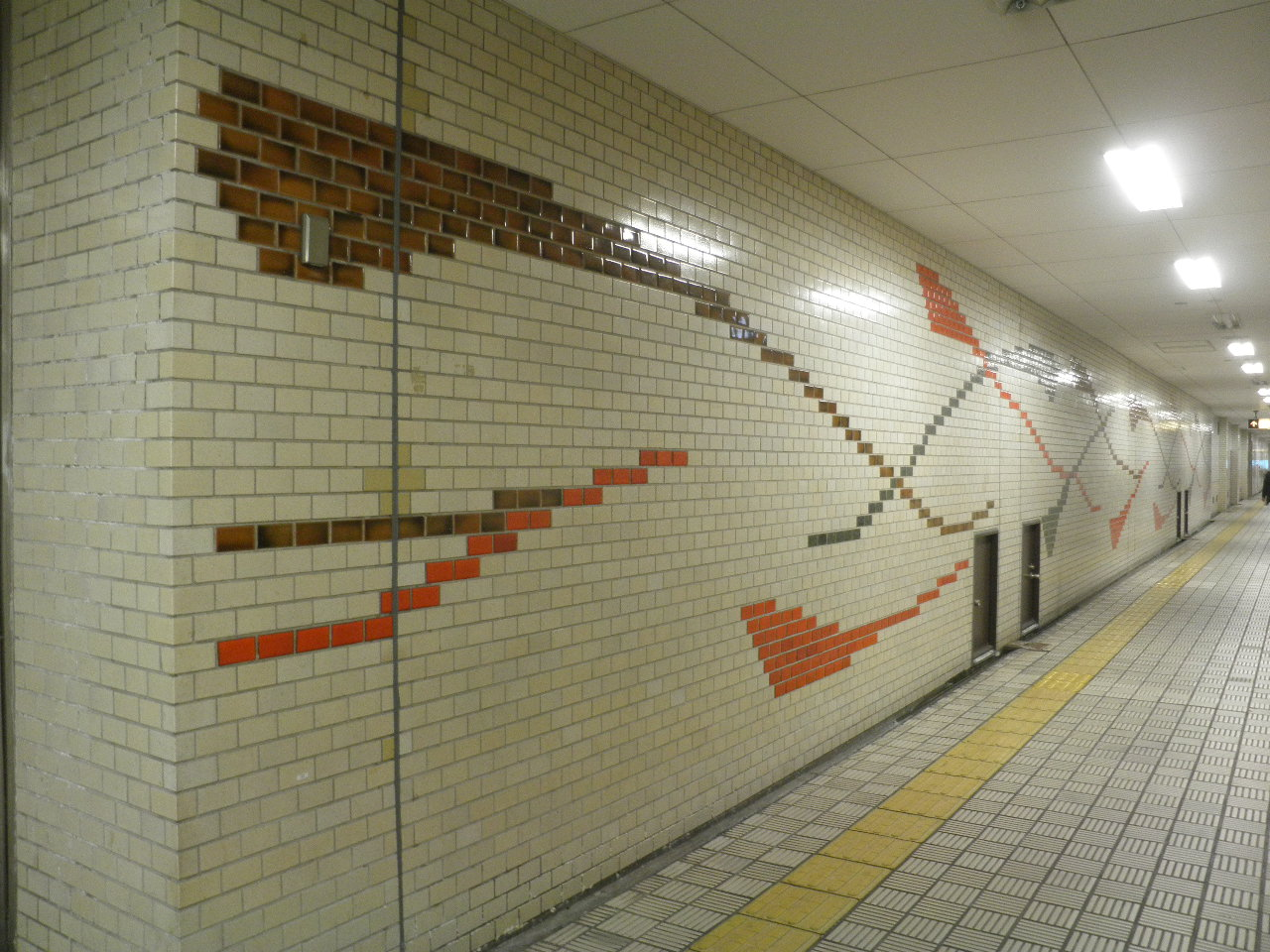
中北改札と東改札の間の改札外コンコースにあるタイル壁画

### トイレ
トイレは北東（北西）改札外と各中央線ホーム端にある。

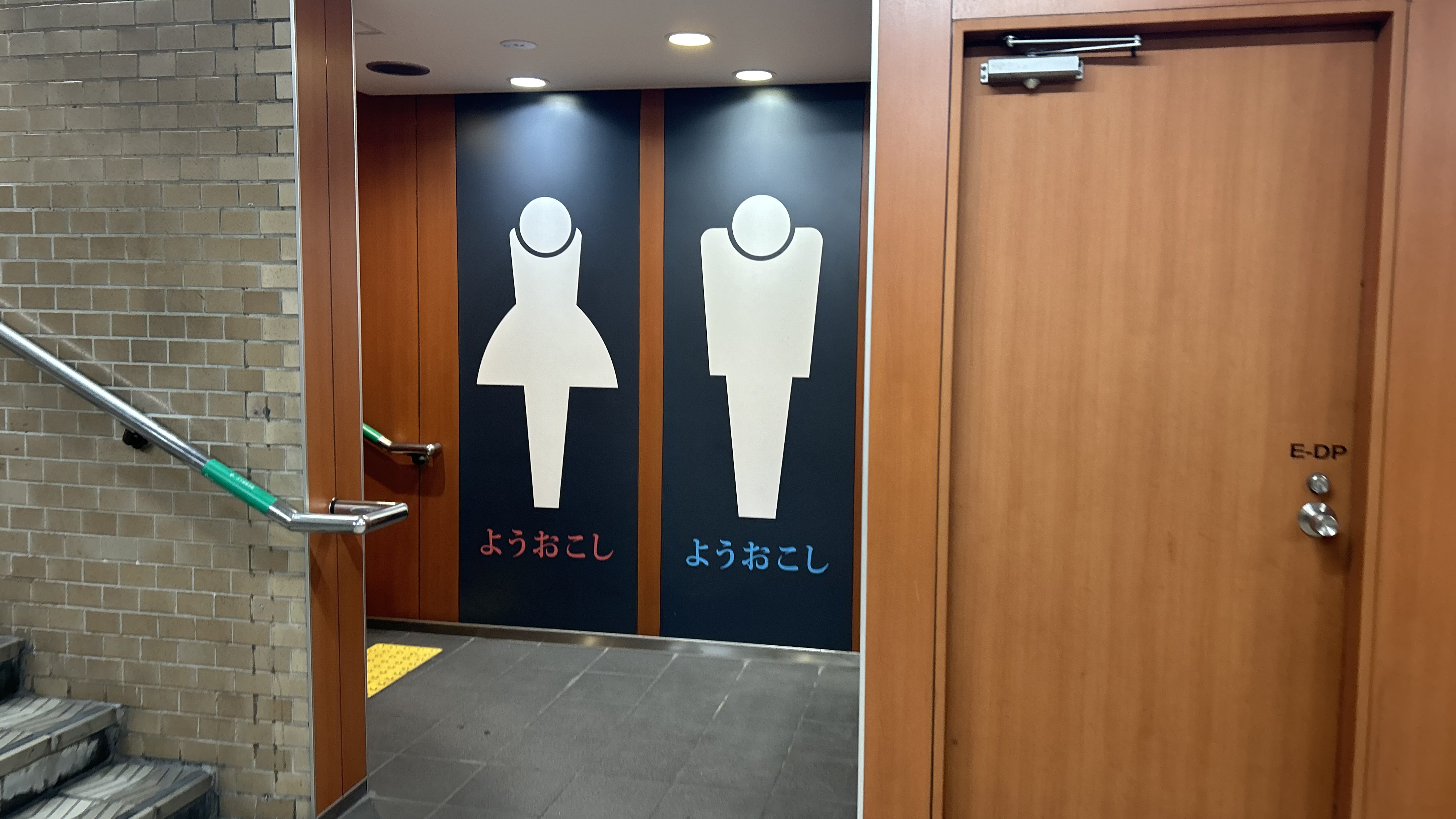
北東（北西）改札外トイレ
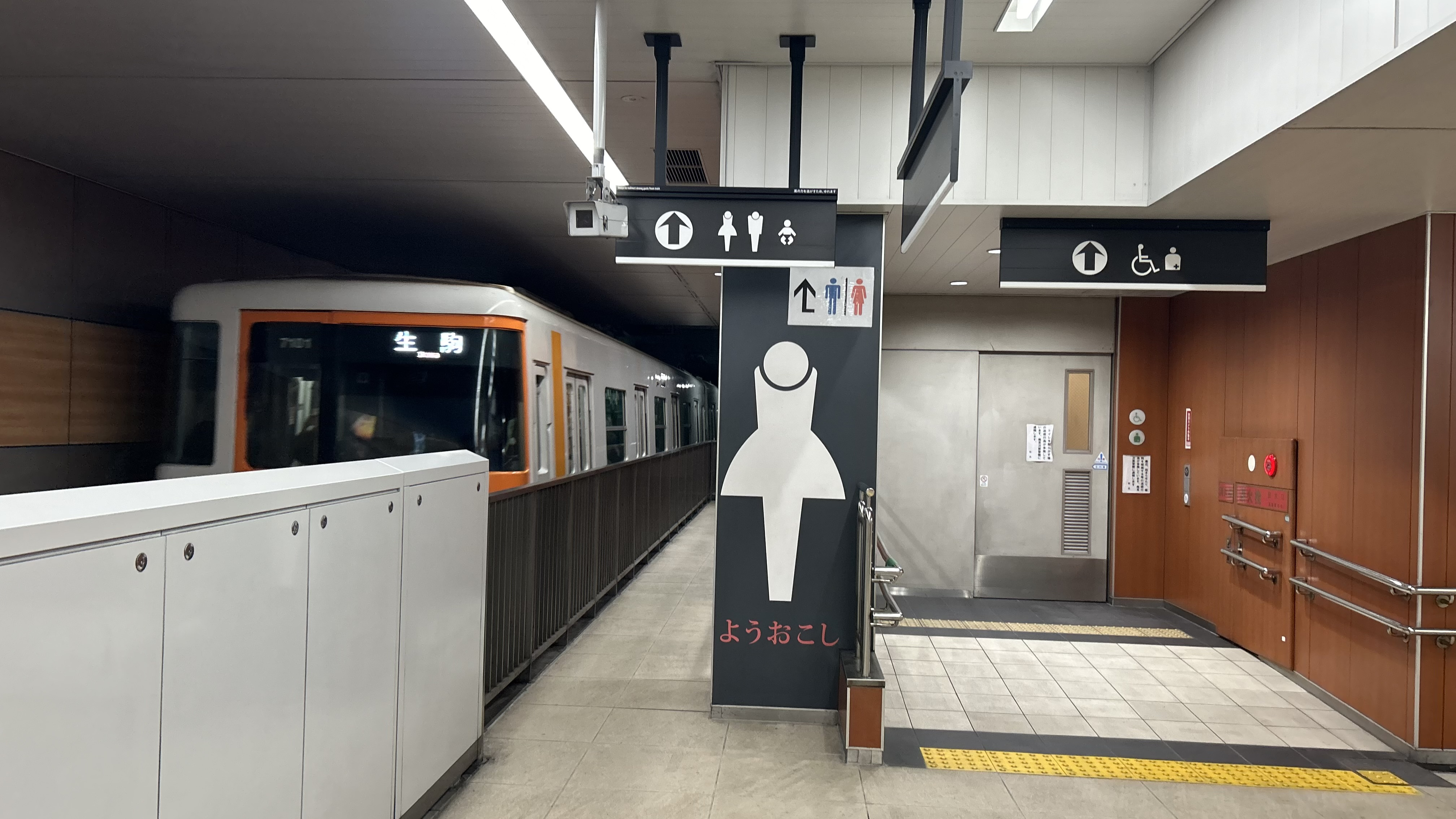
中央線1番線ホーム端トイレ
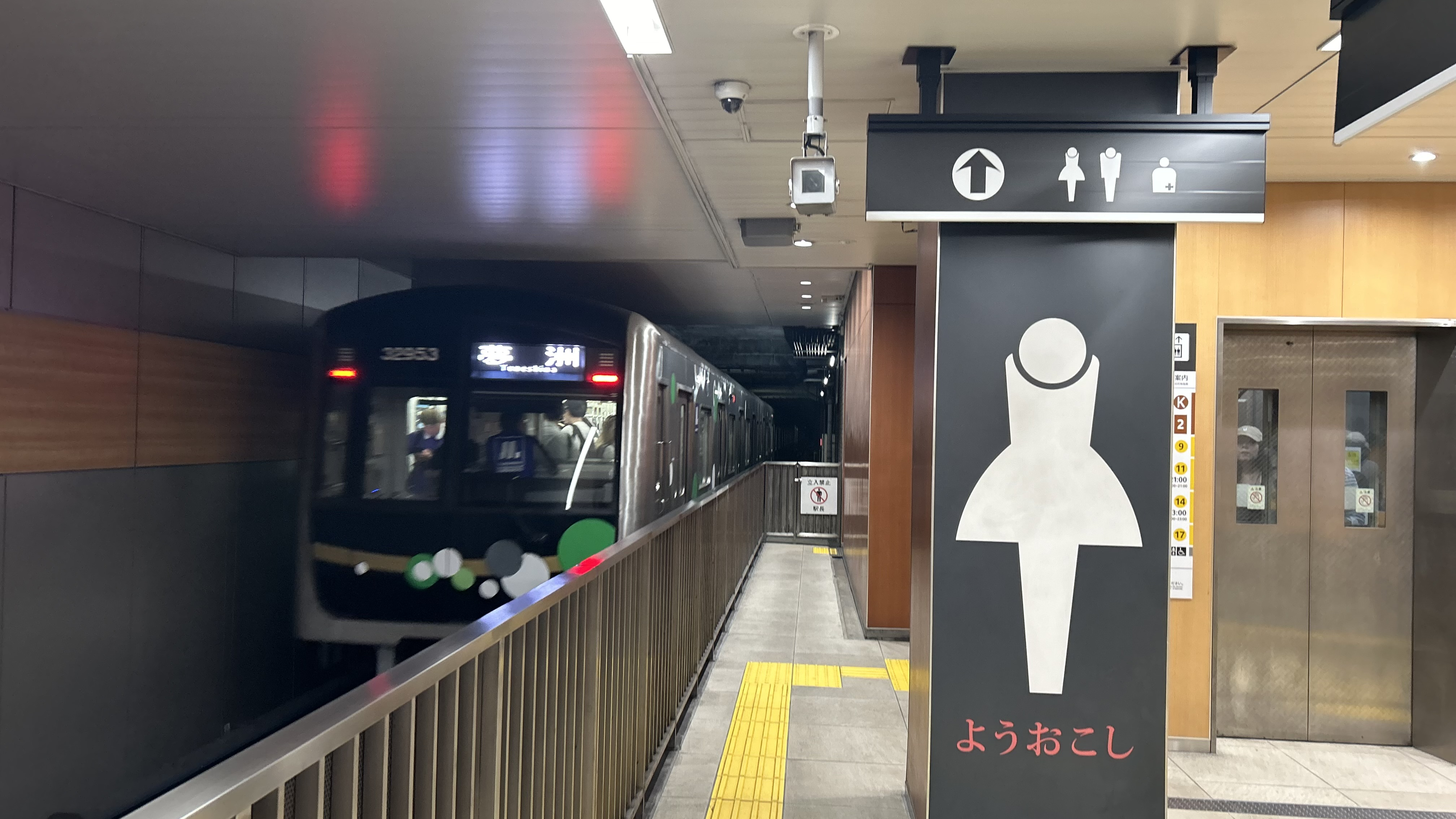
中央線2番線ホーム端トイレ

### 出口
出口は合計で16箇所ある。
| 出口番号 | 出口周辺                                                                                | 接続改札 | 最寄りの路線  | 備考                                       |
| -------- | --------------------------------------------------------------------------------------- | -------- | ------------- | ------------------------------------------ |
| 1        | 東警察署・東郵便局・大阪産業創造館・大阪商工会議所 マイドームおおさか・シティプラザ大阪 | 東改札   | 中央線        |                                            |
| 2        | 帝人ビル連絡通路                                                                        | 東改札   | 中央線        | エレベーターあり                           |
| 3        | 中央区役所・中央区保健福祉センター・中央区民センター                                    | 東改札   | 中央線        |                                            |
| 4        | 大阪人材銀行                                                                            | 中北改札 | 堺筋線        |                                            |
| 5        |                                                                                         | 中北改札 | 堺筋線        |                                            |
| 6        |                                                                                         | 中南改札 | 堺筋線 中央線 | エレベーターのみ 利用可能時間: 7:00～22:00 |
| 7        | タイ王国大阪総領事館                                                                    | 中南改札 | 堺筋線 中央線 | 利用可能時間: 7:00～22:00                  |
| 8        |                                                                                         | 西北改札 | 堺筋線 中央線 |                                            |
| 9        |                                                                                         | 西北改札 | 堺筋線 中央線 |                                            |
| 10       | 日本年金機構大手前年金事務所                                                            | 西南改札 | 堺筋線 中央線 | 利用可能時間: 7:00～22:00                  |
| 11       | 大阪障害者職業センター                                                                  | 西南改札 | 堺筋線 中央線 | 利用可能時間: 7:00～22:00                  |
| 12       | 東郵便局・大阪産業創造館・大阪商工会議所 マイドームおおさか・シティプラザ大阪           | 北東改札 | 堺筋線 中央線 |                                            |
| 13       | 東警察署                                                                                | 北東改札 | 堺筋線 中央線 | エレベーターあり                           |
| 14       | 本町サザンビル連絡通路                                                                  | 北西改札 | 堺筋線        |                                            |
| 15       |                                                                                         | 北西改札 | 堺筋線        | エレベーターあり                           |
| 17       |                                                                                         | 北西改札 | 堺筋線        |                                            |

## 利用状況
2024年11月12日の1日乗降人員は106,800人（乗車人員：52,088人、降車人員：54,712人）である。Osaka Metroの全107駅中第10位。中央線が乗り入れる駅では本町駅に次ぐ第2位、堺筋線が乗り入れる駅では第1位である。
各年度の特定日利用状況は下表の通り。なお1969・1995年度の記録については、それぞれ1970・1996年に行われた調査である（会計年度上、表中に記載の年度となる）。
| 年度               | 調査日   | 乗車人員 | 降車人員 | 乗降人員 | 出典          | 出典          |
| 年度               | 調査日   | 乗車人員 | 降車人員 | 乗降人員 | メトロ        | 大阪府        |
| ------------------ | -------- | -------- | -------- | -------- | ------------- | ------------- |
| 1969年（昭和44年） | 01月27日 | 28,535   | 30,189   | 58,724   |               | [ 大阪府 1 ]  |
| 1970年（昭和45年） | 11月06日 | 38,286   | 42,008   | 80,294   |               | [ 大阪府 2 ]  |
| 1972年（昭和47年） | 11月14日 | 42,372   | 47,649   | 90,021   |               | [ 大阪府 3 ]  |
| 1975年（昭和50年） | 11月07日 | 48,567   | 53,793   | 102,360  |               | [ 大阪府 4 ]  |
| 1977年（昭和52年） | 11月18日 | 47,781   | 53,325   | 101,106  |               | [ 大阪府 5 ]  |
| 1981年（昭和56年） | 11月10日 | 53,866   | 58,076   | 111,942  |               | [ 大阪府 6 ]  |
| 1985年（昭和60年） | 11月12日 | 54,957   | 60,332   | 115,289  |               | [ 大阪府 7 ]  |
| 1987年（昭和62年） | 11月10日 | 59,284   | 64,734   | 124,018  |               | [ 大阪府 8 ]  |
| 1990年（平成02年） | 11月06日 | 59,595   | 64,863   | 124,458  |               | [ 大阪府 9 ]  |
| 1995年（平成07年） | 02月15日 | 60,356   | 64,167   | 124,523  |               | [ 大阪府 10 ] |
| 1998年（平成10年） | 11月10日 | 57,516   | 61,895   | 119,411  |               | [ 大阪府 11 ] |
| 2007年（平成19年） | 11月13日 | 53,561   | 59,510   | 113,071  |               | [ 大阪府 12 ] |
| 2008年（平成20年） | 11月11日 | 52,851   | 58,230   | 111,081  |               | [ 大阪府 13 ] |
| 2009年（平成21年） | 11月10日 | 55,030   | 56,923   | 111,953  |               | [ 大阪府 14 ] |
| 2010年（平成22年） | 11月09日 | 50,729   | 56,330   | 107,059  |               | [ 大阪府 15 ] |
| 2011年（平成23年） | 11月08日 | 49,456   | 54,605   | 104,061  |               | [ 大阪府 16 ] |
| 2012年（平成24年） | 11月13日 | 51,478   | 55,299   | 106,777  |               | [ 大阪府 17 ] |
| 2013年（平成25年） | 11月19日 | 50,907   | 56,188   | 107,095  | [ メトロ 1 ]  | [ 大阪府 18 ] |
| 2014年（平成26年） | 11月11日 | 50,821   | 55,735   | 106,556  | [ メトロ 2 ]  | [ 大阪府 19 ] |
| 2015年（平成27年） | 11月17日 | 55,255   | 56,905   | 112,160  | [ メトロ 3 ]  | [ 大阪府 20 ] |
| 2016年（平成28年） | 11月08日 | 54,132   | 56,911   | 111,043  | [ メトロ 4 ]  | [ 大阪府 21 ] |
| 2017年（平成29年） | 11月14日 | 53,494   | 58,812   | 112,306  | [ メトロ 5 ]  | [ 大阪府 22 ] |
| 2018年（平成30年） | 11月13日 | 53,738   | 57,835   | 111,573  | [ メトロ 6 ]  | [ 大阪府 23 ] |
| 2019年（令和元年） | 11月12日 | 54,414   | 58,139   | 112,553  | [ メトロ 7 ]  | [ 大阪府 24 ] |
| 2020年（令和02年） | 11月10日 | 46,001   | 48,775   | 94,776   | [ メトロ 8 ]  | [ 大阪府 25 ] |
| 2021年（令和03年） | 11月16日 | 45,640   | 48,872   | 94,512   | [ メトロ 9 ]  | [ 大阪府 26 ] |
| 2022年（令和04年） | 11月15日 | 47,793   | 51,226   | 99,019   | [ メトロ 10 ] | [ 大阪府 27 ] |
| 2023年（令和05年） | 11月07日 | 49,545   | 52,680   | 102,225  | [ メトロ 11 ] | [ 大阪府 28 ] |
| 2024年（令和06年） | 11月12日 | 52,088   | 54,712   | 106,800  | [ メトロ 12 ] |               |

### 1998年度までの路線別データ
最新の路線別データである1998年調査によると、中央線のみの乗降人員・堺筋線のみの乗降人員ともにそれぞれの線内で第1位となっている。
特に中央線側については本町駅を大幅に上回る数字となっており、御堂筋線などからの乗り換え客が中央線側で多数乗り降りしているものと考えられる。
一方堺筋線側については、最多であるものの2位の北浜駅や3位の日本橋駅とそれほど大きな差はない。
| 年度               | 調査日   | 中央線   | 中央線   | 中央線   | 堺筋線   | 堺筋線   | 堺筋線   | 出典          |
| 年度               | 調査日   | 乗車人員 | 降車人員 | 乗降人員 | 乗車人員 | 降車人員 | 乗降人員 | 出典          |
| ------------------ | -------- | -------- | -------- | -------- | -------- | -------- | -------- | ------------- |
| 1970年（昭和45年） | 11月06日 | 8,747    | 11,290   | 20,037   | 29,539   | 30,718   | 60,257   | [ 大阪府 2 ]  |
| 1972年（昭和47年） | 11月14日 | 10,292   | 12,020   | 22,312   | 32,080   | 35,629   | 67,709   | [ 大阪府 3 ]  |
| 1975年（昭和50年） | 11月07日 | 13,473   | 15,148   | 28,621   | 35,094   | 38,645   | 73,739   | [ 大阪府 4 ]  |
| 1977年（昭和52年） | 11月18日 | 13,476   | 15,101   | 28,577   | 34,305   | 38,224   | 72,529   | [ 大阪府 5 ]  |
| 1981年（昭和56年） | 11月10日 | 15,667   | 16,948   | 32,615   | 38,199   | 41,128   | 79,327   | [ 大阪府 6 ]  |
| 1985年（昭和60年） | 11月12日 | 16,229   | 18,077   | 34,306   | 38,728   | 42,255   | 80,983   | [ 大阪府 7 ]  |
| 1987年（昭和62年） | 11月10日 | 19,808   | 21,862   | 41,670   | 39,476   | 42,872   | 82,348   | [ 大阪府 8 ]  |
| 1990年（平成02年） | 11月06日 | 20,841   | 22,956   | 43,797   | 38,754   | 41,907   | 80,661   | [ 大阪府 9 ]  |
| 1995年（平成07年） | 02月15日 | 20,862   | 22,798   | 43,660   | 39,494   | 41,369   | 80,863   | [ 大阪府 10 ] |
| 1998年（平成10年） | 11月10日 | 20,140   | 22,346   | 42,486   | 37,376   | 39,549   | 76,925   | [ 大阪府 11 ] |

## 駅周辺
- 大阪産業創造館
  - 大阪企業家ミュージアム
- シティプラザ大阪
- マイドームおおさか
- 大阪商工会議所
- 大阪国際ビルディング
  - 紀伊國屋書店
  - セリア
  - ファミリーマート大阪国際ビル西口店
- 風蘭ビルディング - 旧称は明治屋ビル
- 船場センタービル
- ライフ堺筋本町店
- コートヤード・バイ・マリオット大阪本町
- 都シティ大阪本町
- 東横INN大阪船場1、2
- ホテルリブマックス大阪本町
- くれたけイン大阪堺筋本町

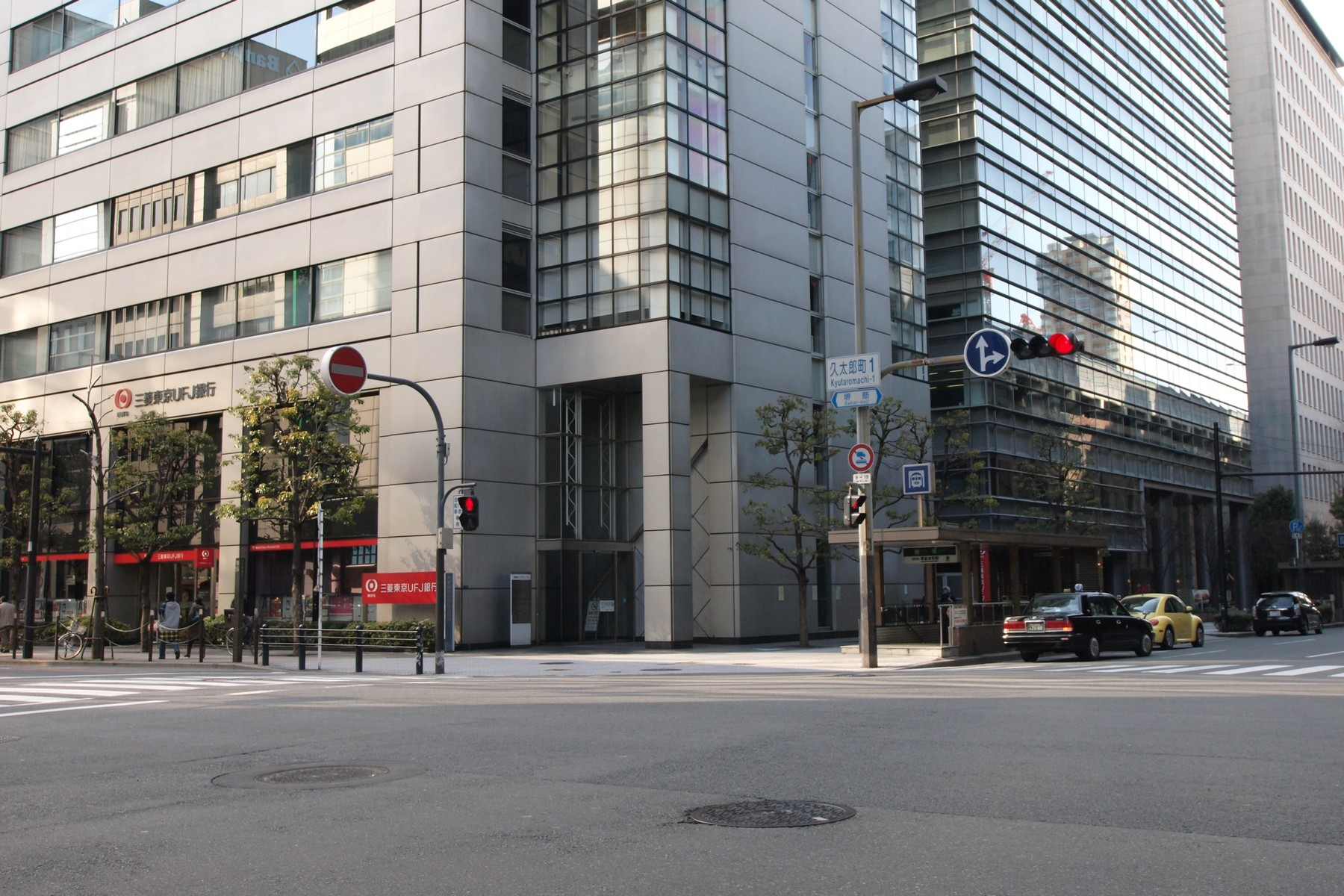
10号出入口付近

- ジャストスリープ大阪心斎橋（2023年3月1日開業、台湾のシルクスホテルグループで初めての日本進出のホテル[10][11]）
- 丸紅大阪支社
- オリジナル設計関西支店
- イケマンファーム
- 小野薬品工業本社
- イトキン大阪本社
- ゆうちょ銀行大阪東店
- 関西みらい銀行本店
- りそな銀行本店
- 大阪商工信用金庫 本店営業部
- 大阪商工信用金庫 まいどおおきに支店
- 大阪市中央区役所
- 大阪府東警察署
- 大阪東郵便局
- 船場郵便局
- 大阪障害者職業センター
- 在大阪タイ王国総領事館
- 在大阪韓国総領事館（仮庁舎）
- 在大阪インド総領事館
- 阪神高速道路 1号環状線・13号東大阪線
- 大阪労働局

### バス路線
最寄停留所は堺筋本町となる。大阪バス御堂筋線（1・3系統：大阪駅行き）が乗り入れる。

## 隣の駅
大阪市高速電気軌道 (Osaka Metro)
 中央線
本町駅 (C16) - 堺筋本町駅 (C17) - 谷町四丁目駅 (C18)
 堺筋線
北浜駅 (K14) - 堺筋本町駅 (K15) - 長堀橋駅 (K16)
- 括弧内は駅番号を示す。

### 記事本文